# Skulduggery Pleasant

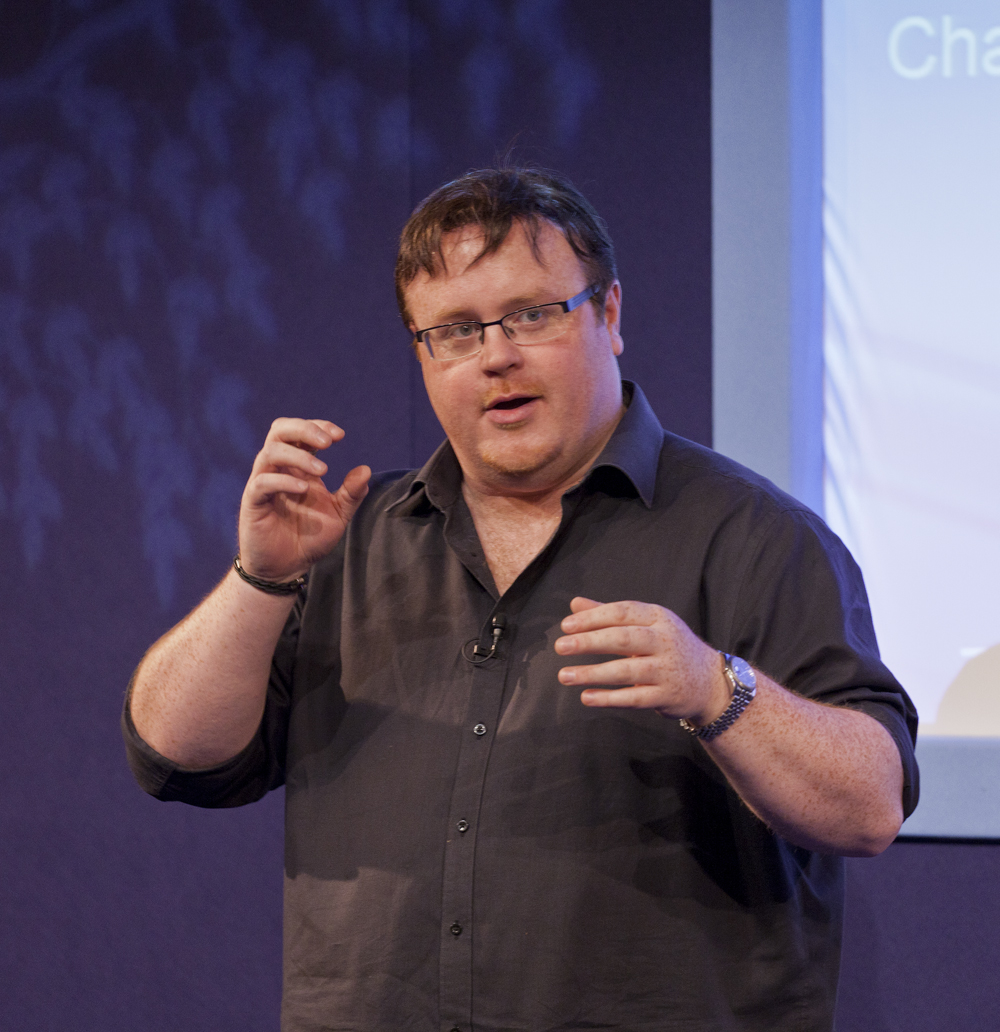
Imatge de l'autor Derek Landy.

Skulduggery Pleasant és una sèrie de novel·les juvenils de comèdia, terror, fantasia i aventures escrites per l'escriptor irlandès Derek Landy. Estan protagonitzades pel detectiu Skulduggery Pleasant i la seua acompanyant Stephanie. El primer llibre va ser publicat el 2007.
L'editorial HarperCollins comprà els drets dels llibres.
El 2007 Warner Bros. comprà els drets de la sèrie de novel·les per a una possible adaptació cinematogràfica.

## Rebuda
El primer llibre va guanyar el premi Red House Children's Book Award (votat pel públic lector). Playing with Fire i Mortal Coil van guanyar el premi Irish Children's Book Award, el 2009 i el 2010 respectivament.
Les crítiques que va rebre en els quatre primers llibres foren positives.
Als Estats Units, contràriament com Irlanda i el Regne Unit, la sèria no es va vendre bé, de manera que l'editorial estatunidenca parà de publicar des del tercer llibre.